# ماچک‌پشت
ماچک‌پشت، روستای دهستان اسفیورد شوراب، از توابع بخش مرکزی شهرستان ساری در استان مازندران ایران که ۱۳کیلومتر با مرکز شهر فاصله دارد و تردد اهالی از جاده ساری به جویبار و روستای تیرکلا انجام می‌شود. همچنین روستای ماچک پشت از شمال محدود به روستای تیرکلا و از مابقی جهات وصل به مزارع کشاورزی است.

## نام
نام سابق این روستا کِراکَنده بود. ماچِک نام باستانی رودی است که از میان این روستا می‌گذرد. شواهد و قرائن حاکی از آنست که طی سده‌های پیشین مردم به علت شیوع بیماری کشنده واگیر (احتمالا طاعون)مجبور به ترک محل زندگی خود شدند و به آن سوی رود ماچِک پناه آوردند. بدین ترتیب این رود نماد زندگی شد و نام روستای جدید ماچک پشت شکل گرفت.

## آثار تاریخی
تپه گور کن مربوط به هزاره اول قبل از میلاد است و در شهرستان ساری، بخش مرکزی، روستای ماچک پشت واقع شده و این اثر در تاریخ ۱ مهر ۱۳۸۲ با شمارهٔ ثبت ۱۰۲۹۳ به‌عنوان یکی از آثار ملی ایران به ثبت رسیده‌است.
سقانفار ماچک پشت مربوط به دوره قاجار است و در تاریخ ۱۶ شهریور ۱۳۹۱ با شمارهٔ ثبت ۳۰۹۶۶ به‌عنوان یکی از آثار ملی ایران به ثبت رسیده‌است. این اثر تاریخی اخیراً مورد مرمت قرار گرفته‌است.

## جمعیت
این روستا در دهستان اسفیورد شوراب قرار داشته و براساس آخرین سرشماری مرکز آمار ایران که در سال ۱۳۹۵ صورت گرفته، جمعیت آن ۵۰۰۰نفر (۱۲۰۰خانوار) بوده‌است.